# Pseudopanurgus californicus
Pseudopanurgus californicus är en biart som först beskrevs av Cresson 1878.  Pseudopanurgus californicus ingår i släktet Pseudopanurgus och familjen grävbin. Inga underarter finns listade i Catalogue of Life.